# Birger Jarl

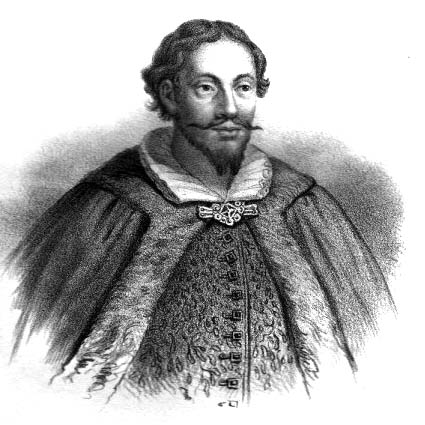
Birger jarl, segundo uma representação tardia

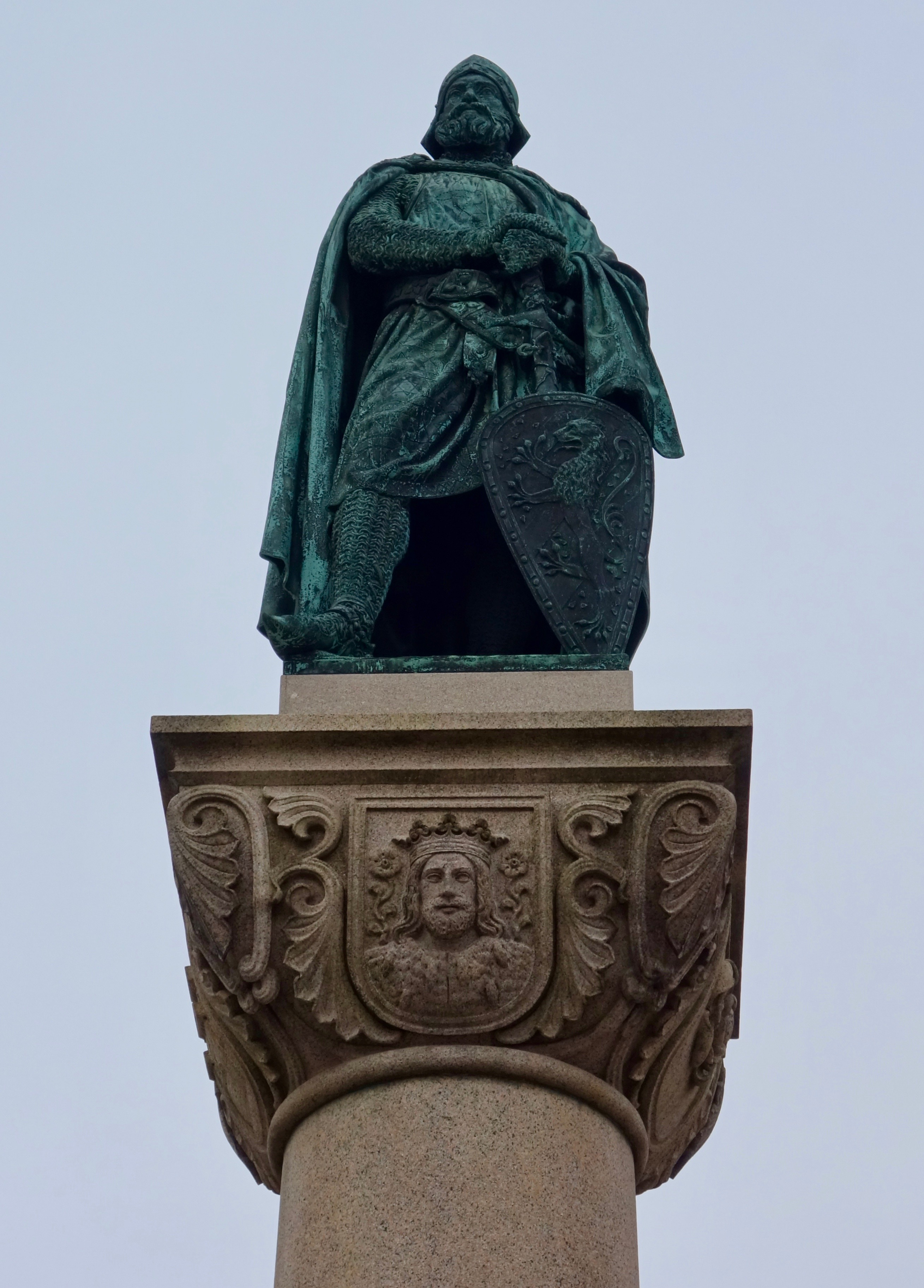
Estátua de Birger jarl, fundador de Estocolmo

Birger Magnusson ou Birger jarl ( PRONÚNCIA), nascido na década de 1210 em Bjälbo na Östergötland e falecido em 21 de outubro de 1266 em Jälbolung na Västergötland, foi um nobre sueco, regente do reino com o título de jarl a partir de 1248 até sua morte em 1266.
Birger Jarl nunca foi rei, mas a ele devemos a delineação da Suécia como um reino centralizado, regido por leis que protegiam melhor os habitantes, e com um poder económico e militar considerável. Segundo a tradiçao foi ele o fundador da cidade de Estocolmo, futura capital do reino. 
Birger Jarl pertencia a uma linhagem, mais tarde chamada de Casa de Bjälbo (Bjälboätten), também conhecida como "Casa de Folkung" (Folkungaätten).

## Biografia
Nobre de nascimento, Birger se dedicou também às atividades militares a serviço do rei. Se casou em 1235 ou 1237 com a princesa Ingeborg Eriksdotter, a irmã de Érico XI. Dessa união, tem-se notícia que nasceram oito filhos e Birger se converteu em um dos homens mais influentes do reino. Seu nome aparece em crônicas medievais a partir do ano de 1237.
Em 1240, organizou um campanha militar contra a República da Novogárdia, mas seu exército foi derrotado por Alexandre Nevsky durante a batalha de Neva. Depois da derrota da queda do jarl Ulf Fase entre 1247 e 1248, Birger jarl ascendeu ao cargo de jarl por ordem de Érico XI.
Quando morreu Érico XI em 1250, visto que o defunto rei não havia tido filhos, Valdemar, filho maior de Birger jarl e Ingeborg Eriksdotter foi designado para ser o sucessor do trono da Suécia. Mas, Valdemar era menor de idade e por isso Birger jarl se tornou regente do reino, de 1250 até sua morte.
Birger jarl aumentou o poder e a prosperidade da Suécia, e aproximou o país da Igreja Católica. Em 1249, organizou uma expedição militar à Finlândia, onde se apoderou da região de Tavastia e construiu o Castelo de Tavastehus, na atual cidade de Hämeenlinna, continuando assim a construção de um império sueco na costa oriental do Mar Báltico. Por sua iniciativa, foram decretadas leis que protegiam as mulheres, as famílias, as igrejas e os tribunais. Assinou um importante tratado comercial com a cidade de Lübeck, e, segundo a Crônica de Érico, Birger Jarl fundou a cidade de Estocolmo, fortificando a sua barra, a fim de a tornar um centro comercial entre a Suécia e Lübeck. 

Em 1251, o exército real sueco, sob o comando de Birger Jarl, derrotou na Batalha de Herrevadsbro a última resistência dos dissidentes Suíones, liderados por Filipe Knutsson, Canuto Magnusson e Filipe Larsson, iniciando assim o processo de centralização do poder real e de integração das comunidades dos Gotas e dos Suíones no reino unificado da Suécia. Após a morte de Ingeborg Eriksdotter em 1254, Birger casou-se novamente em 1261, com a rainha viúva da Dinamarca, Matilde de Holstein.
Birger jarl faleceu em 21 de outubro de 1266 em um lugar chamado Jälbolung, de identificação incerta, na província histórica da Västergötland.  
Foi sepultado junto de Matilde e de seu filho Érico na Igreja do Convento de Varnhem. 
Com a construção do Palácio Municipal de Estocolmo entre 1911 e 1923, construiu-se uma tumba abaixo da torre do edifício para que os restos mortais de Birger jarl fossem depositados ali. Ante a resposta negativa das autoridade eclesiásticas, a tumba permaneceu como um cenotáfio.

## Filhos

### Mãe Desconhecida
- Gregers Birgersson

### Com Ingeborg Eriksdotter
- Riquissa Birgersdotter, nascido em 1238.
- Magno Birgersson, nascido em 1240, rei da Suécia 1275.
- Valdemar Birgersson, nascido em 1243, rei da Suécia entre 1250 e 1275.
- Catarina Birgersdotter, nascido em 1245.
- Ingeborg Birgersdotter, nascido em cerca de 1245, falecido em 1302.
- Érico Birgersson, nascido em 1250.
- Benedito, Duque da Finlândia, nascido  em 1254.

### Com Mechtild
Especula-se que teve uma filha com Mechtild:
- Cristina Birgersdotter